# Kaffeekrise in der DDR

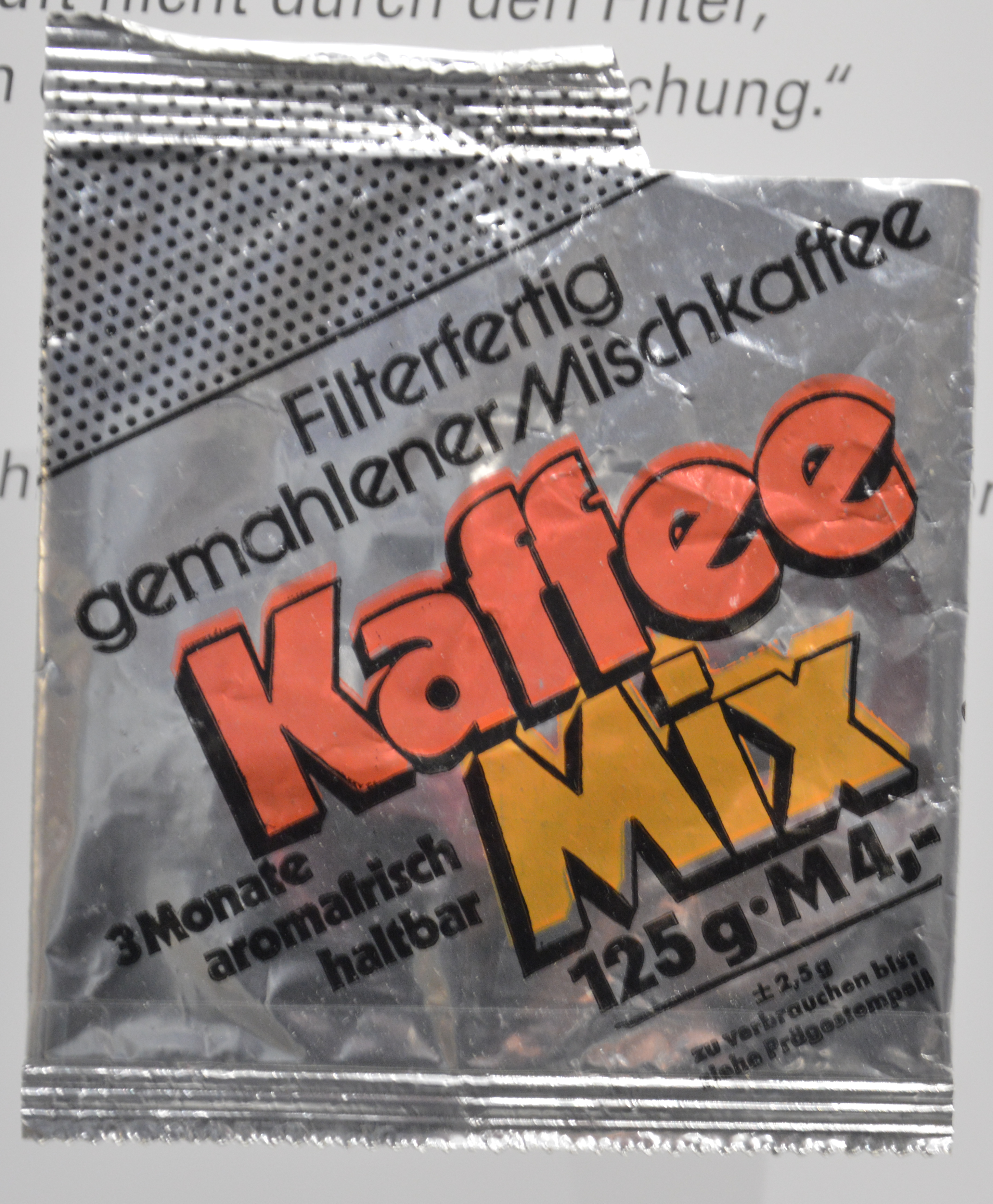
„Kaffee Mix“, bestehend aufgrund der Mangelversorgung aus 51 % Bohnenkaffee

Die Kaffeekrise in der DDR war das Ergebnis von Versorgungsschwierigkeiten mit Kaffee Ende der 1970er Jahre in der DDR.

## Situation
Um 1977 kam es in der DDR zu Problemen bei der Versorgung des Binnenhandels mit dieser nur gegen Devisen auf dem Weltmarkt erhältlichen Ware. Mittelbar führte die DDR-Kaffeekrise zu Veränderungen im weltweiten Kaffeemarkt. Außenpolitisch markierte die Kaffeekrise eine Neuorientierung der DDR-Außen- und Entwicklungspolitik hin zu einer deutlich stärkeren Ökonomisierung. Insbesondere wurden Tauschgeschäfte von Waffen und LKW aus der DDR gegen Rohkaffee und Energierohstoffe aus den Partnerländern angestrebt.

## Vorgeschichte
Ähnlich wie fast im gesamten Nachkriegseuropa war Kaffee in der Sowjetischen Besatzungszone nach 1945 Mangelware. Die ersten Kaffeeimporte der DDR erfolgten über die Sowjetunion. Die Einstellung dieser Lieferungen 1954 führte zu einer der ersten Versorgungskrisen und intensivierte die Bemühungen, notwendige Devisen zum Ankauf des begehrten Rohstoffs zu erwirtschaften. Ab 1957 wurde in der DDR Röstkaffee unter der Marke Röstfein hergestellt. Kaffee entwickelte sich bis in die 1970er Jahre zu einem der wichtigsten Posten im Budget der DDR-Privathaushalte, wobei Geschenke westdeutscher Verwandter etwa 20 Prozent des Bedarfs deckten. Ab den 1960er Jahren war in der DDR zwar die Versorgung mit Grundnahrungsmitteln gesichert, Luxus- und Konsumgüter sowie Delikatessen waren aber kaum verfügbar. Dies führte indirekt, neben einem deutlich erhöhten Verbrauch von Genussmitteln wie Süßwaren, Tabak und alkoholischen Getränken, zu einem erhöhten Verbrauch an Bohnenkaffee (3,6 Kilogramm pro Kopf und Jahr) in den 1970er Jahren. Zu jener Zeit gaben DDR-Bürger 3,3 Milliarden Mark pro Jahr für Kaffee aus, fast ebenso viel wie für Möbel und nahezu doppelt so viel wie für Schuhe.

## Kaffeekrise 1977
Eine eigentliche Kaffeekrise begann 1976. Damals waren die Weltmarktpreise für Kaffee aufgrund einer Missernte in der Saison 1975/6 in Brasilien dramatisch angestiegen und zwangen die DDR, statt etwa 150 fast 700 Millionen Valutamark bzw. etwa 300 Millionen Dollar am Weltmarkt pro Jahr für Kaffeeimporte auszugeben. Parallel kamen die Auswirkungen der Ölkrise von 1973 aufgrund der im Fünfjahresmittel des Weltmarktpreises festgelegten RGW-Verrechnungspreise erst Mitte der 1970er Jahre in der DDR an. Die SED-Führung drosselte die Importe von Nahrungs- und Genussmitteln insgesamt, um dringend benötigte Devisen für die Einfuhr von Erdöl zur Verfügung zu haben.
Die von Alexander Schalck-Golodkowski empfohlene Einstellung des Kaffeeimports konnte das Politbüro-Mitglied Werner Lamberz mit Rüstungs- und Tauschgeschäften, etwa mit Äthiopien, noch abwenden. Auch lieferte die DDR allradgetriebene, für den Kaffeeanbau im bergigen Gelände taugliche LKW W 50 nach Angola und erhielt im Gegenzug Kaffee. Jedoch wurde die bis dahin angebotene billigste (7,50 Mark pro 125 Gramm) Kaffeesorte „Kosta“ eingestellt und nur noch die um 12,5 bzw. 25 Prozent teureren Sorten „Rondo“ und „Mona“ angeboten. Außerdem kam mit dem Kaffee-Mix eine Mischkaffeesorte mit 49-prozentigem Ersatzkaffeeanteil zum Preis von 4 Mark pro 125 Gramm auf den Markt. Von einer Kontingentierung wurde abgesehen. Man ging davon aus, die Bevölkerung sei in der Lage, sich über Verwandte in der Bundesrepublik mit Kaffee zu versorgen. Die steigende Nachfrage für das typische Gegengeschenk der Ostdeutschen, den Dresdner Christstollen, bescherte der DDR-Wirtschaft ebenfalls Probleme, da Zutaten wie Mandeln, Korinthen und Orangeat ebenfalls nur für Devisen erhältlich waren. Schalck-Golodkowski konnte sich aber 1978 mit einem Stollenschenkverbot nicht durchsetzen.
Die Bürger der DDR lehnten den Kaffee-Mix überwiegend ab und empfanden den Kaffeemangel als Angriff auf ein zentrales Konsumbedürfnis und einen wichtigen Bestandteil der Alltagskultur. Spottnamen wie „Edescho“ (für „Erichs Devisenschoner“, anspielend auf Eduscho) oder „Erichs Krönung“ wurden geprägt. Der Kaffeemix führte zu Ausfällen an Kaffeemaschinen in der Gastronomie, da der Mixtur u. a. Erbsenmehl beigemischt war. Das darin enthaltene Eiweiß quoll unter Druck und Hitze auf und verstopfte die Filter. Es kam zu zahlreichen Eingaben und empörten Reaktionen gegenüber verschiedenen Gremien sowie zu Protesten. Als sich der Kaffeepreis nach 1978 mit der Entspannung auf dem Kaffeemarkt wieder normalisierte, blieb die Devisenbeschaffung für diesen Konsumartikel in den 1980er Jahren in der DDR ein Problem, und die nach wie vor andauernden Versorgungskrisen führten zu Gesichtsverlusten der politischen Führung. Es wird angenommen, dass 20 bis 25 Prozent des gesamten Kaffeeverbrauches in der DDR in den Jahren von 1975 bis 1977 als Bestandteil des klassischen Westpakets aus der Bundesrepublik kamen. Dem Kaffee kam damit eine weit über die Rolle als Genussmittel und – nach Öl – wichtigstem Welthandelsprodukt reichende Funktion als innerdeutschem Symbol zu.
Als direkte Auswirkung der Kaffeekrise instruierte die politische Führung der DDR deshalb zunächst den Zoll, großzügig darüber hinwegzusehen, wenn in Westpaketen oder im Gepäck von DDR-Besuchern aus dem Westen mehr Kaffee als erlaubt zu finden war. Schließlich wurde im September 1977 die bis dahin begrenzte Kaffeemenge für die persönliche Mitnahme in die DDR sowie für Pakete als Geschenksendungen aus der Bundesrepublik aufgehoben und somit unbegrenzte Mengen zugelassen.

## Auswirkungen in der Bundesrepublik
In der Bundesrepublik führte die Preissteigerung bei Kaffee 1977 nicht zu Versorgungsengpässen. Es wurden aber im unteren Preissegment günstigere Kaffeesorten verwendet. Surrogatmischungen wurden 1977 unter Markennamen wie „Caro mit“, „Jota-Sport“, „Aromata“ oder „Rogga halb & halb“ eingeführt, aber nur begrenzt angenommen. Kaffeehändler wie Tchibo und später Eduscho begannen in den 1970er Jahren, Kaffee zusammen mit Non-Food-Artikeln im Rahmen von Cross-Selling anzubieten; das kann ebenfalls den Auswirkungen der Krise am Kaffeemarkt im Westen zugeschrieben werden.

## Einfluss auf die Kaffeeproduktion in Vietnam
Die Beziehungen zwischen der DDR und Nordvietnam waren außerordentlich eng, was bis heute eine enge Verbindung zwischen Vietnam und Deutschland zur Folge hat. In Vietnam war bereits 1926 unter französischer Herrschaft in geringen Mengen Kaffee angebaut worden. Ab 1975, weitgehend parallel mit der Kaffeekrise in der DDR, wurde mit dem systematischen Anbau von Robusta-Kaffeesorten begonnen. Diese wachsen schneller, enthalten mehr Coffein, lassen sich im vietnamesischen Hochland anbauen und leichter mechanisiert ernten. Gegenüber den Arabica-Kaffees sind die Qualität und das Preisniveau geringer.
In den Jahren 1980 und 1986 wurden unter dem Eindruck der Kaffeekrise des Jahres 1977 zwei Regierungsabkommen zwischen der DDR und Vietnam geschlossen. Die DDR lieferte die Ausrüstung und die Maschinen, die für den Aufbau nötig waren, Vietnam erhöhte die bewirtschaftete Fläche von 600 auf 8600 Hektar und schulte einheimisches Fachpersonal auch in der DDR im Pflanzenbau. Insbesondere lieferte die DDR für das neugegründete Kombinat Viet-Duc LKW, technische Geräte, Bewässerungssysteme und baute in Dray Linh für den Gegenwert von 20 Millionen US-Dollar ein Wasserkraftwerk zur Stromerzeugung. Für 10.000 von der Küste umgesiedelte Menschen, die für Anbau und Ernte eingeplant waren, baute die DDR Unterkünfte und Versorgungseinrichtungen. Die DDR sollte als Gegenwert über den Zeitraum von 20 Jahren die Hälfte der gesamten vietnamesischen Kaffee-Ernte bekommen.
Doch Kaffee braucht vom Anpflanzen bis zur Ernte acht Jahre. Im Jahr 1990 sollte es die erste verwertbare Ernte geben.
Vietnam gelang es nach 1990, sich sehr bald auf dem Weltmarkt als zweitgrößter Anbieter nach Brasilien zu etablieren und insbesondere traditionelle afrikanische Kaffeeanbauländer vom Markt zu verdrängen. Hilfreich dabei war die Aufhebung des Handelsboykotts der USA gegenüber Vietnam. Zusammen führte dies 2001 – nun durch Überversorgung – zu einer weiteren globalen Kaffeekrise. Laut den Länderinformationen des Auswärtigen Amts ist Deutschland (2008) vor den USA der größte Abnehmer vietnamesischen Kaffees.